# 北緯32度線

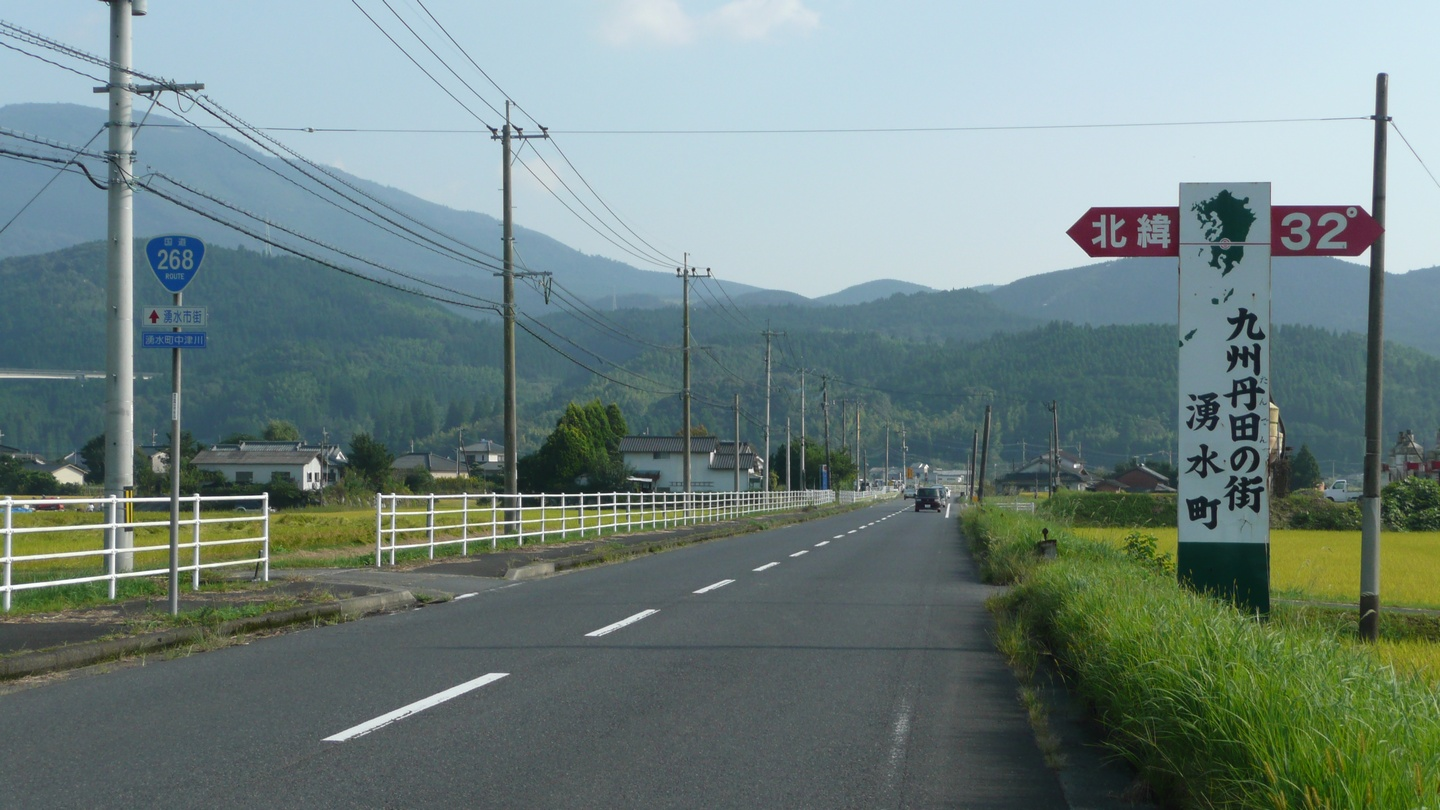
日本・鹿児島県湧水町にある北緯32度線モニュメント

アメリカ合衆国では、北緯32度線はニューメキシコ州とテキサス州の州境になっている。

北緯32度線（ほくい32どせん）は、地球の赤道面より北に地理緯度にして32度の角度を成す緯線。アフリカ、アジア、太平洋、北アメリカ、大西洋を通過する。この緯度の下では、夏至点時の可照時間は14時間15分で、冬至点時は10時間3分である。
アメリカ合衆国では、ニューメキシコ州とテキサス州の州境になっている。
1992年8月27日から1996年9月4日までの間、北緯32度線はイラクの南部飛行禁止空域の北限となっていた。1996年9月に北緯33度線に移動した。

## 通過する地域一覧
北緯32度線は、本初子午線から東に向かって以下の場所を通っている。
| 地理座標                                               | 国土・領土・領海   | 備考 |
| ------------------------------------------------------ | ------------------ | --- |
| 北緯32度0分 東経0度0分 / 北緯32.000度 東経0.000度      | アルジェリア       | |
| 北緯32度0分 東経9度8分 / 北緯32.000度 東経9.133度      | チュニジア         | |
| 北緯32度0分 東経10度47分 / 北緯32.000度 東経10.783度   | リビア             | |
| 北緯32度0分 東経15度21分 / 北緯32.000度 東経15.350度   | 地中海             | シドラ湾 |
| 北緯32度0分 東経19度58分 / 北緯32.000度 東経19.967度   | リビア             | |
| 北緯32度0分 東経24度49分 / 北緯32.000度 東経24.817度   | 地中海             | |
| 北緯32度0分 東経34度44分 / 北緯32.000度 東経34.733度   | イスラエル         | |
| 北緯32度0分 東経35度0分 / 北緯32.000度 東経35.000度    | ヨルダン川西岸地区 | イスラエルと パレスチナが支配 |
| 北緯32度0分 東経35度32分 / 北緯32.000度 東経35.533度   | ヨルダン           | アンマンの北を通過 |
| 北緯32度0分 東経39度0分 / 北緯32.000度 東経39.000度    | サウジアラビア     | |
| 北緯32度0分 東経40度6分 / 北緯32.000度 東経40.100度    | イラク             | |
| 北緯32度0分 東経47度42分 / 北緯32.000度 東経47.700度   | イラン             | |
| 北緯32度0分 東経60度50分 / 北緯32.000度 東経60.833度   | アフガニスタン     | |
| 北緯32度0分 東経69度18分 / 北緯32.000度 東経69.300度   | パキスタン         | 連邦直轄部族地域 バローチスターン州 - 約16km 連邦直轄部族地域 カイバル・パクトゥンクワ州 パンジャーブ州                                                                                 |
| 北緯32度0分 東経74度50分 / 北緯32.000度 東経74.833度   | インド             | パンジャーブ州 ヒマーチャル・プラデーシュ州 |
| 北緯32度0分 東経78度40分 / 北緯32.000度 東経78.667度   | アクサイチン       | 中華人民共和国が実効支配。 インドが領有権を主張 |
| 北緯32度0分 東経78度44分 / 北緯32.000度 東経78.733度   | 中華人民共和国     | チベット自治区 青海省 チベット自治区 (約12km) 青海省 (約6km) チベット自治区 (約4 km) 青海省 (約4 km) チベット自治区 四川省 重慶市 陝西省 湖北省 河南省 安徽省 江蘇省 - 南京市の南を通過 |
| 北緯32度0分 東経121度45分 / 北緯32.000度 東経121.750度 | 東シナ海           | |
| 北緯32度0分 東経128度21分 / 北緯32.000度 東経128.350度 | 日本               | 男女群島 - 長崎県・女島（五島市） |
| 北緯32度0分 東経128度22分 / 北緯32.000度 東経128.367度 | 東シナ海           | 天草灘 |
| 北緯32度0分 東経130度11分 / 北緯32.000度 東経130.183度 | 日本               | 九州: - 鹿児島県（阿久根市 - 出水市 - さつま町 - 伊佐市 - 湧水町） - 宮崎県（えびの市 - 小林市 - 綾町 - 国富町 - 宮崎市）                                                               |
| 北緯32度0分 東経131度30分 / 北緯32.000度 東経131.500度 | 太平洋             | 日本・青ヶ島とベヨネース列岩の間を通過 |
| 北緯32度0分 西経116度51分 / 北緯32.000度 西経116.850度 | メキシコ           | バハ・カリフォルニア州 ソノラ州 |
| 北緯32度0分 西経113度12分 / 北緯32.000度 西経113.200度 | アメリカ合衆国     | アリゾナ州 ニューメキシコ州 テキサス州・ニューメキシコ州境 テキサス州 ルイジアナ州 ミシシッピ州 アラバマ州 ジョージア州                                                                 |
| 北緯32度0分 西経80度50分 / 北緯32.000度 西経80.833度   | 大西洋             | バミューダの南を通過 ポルトガル・マデイラ諸島、デザルタス諸島の南を通過 |
| 北緯32度0分 西経9度22分 / 北緯32.000度 西経9.367度     | モロッコ           | |
| 北緯32度0分 西経2度56分 / 北緯32.000度 西経2.933度     | アルジェリア       | |